# Новогвинейска лястовица
Новогвинейската лястовица (Hirundo neoxena) е вид птица от семейство Лястовицови (Hirundinidae).

## Разпространение
Видът е разпространен в Австралия и Нова Зеландия.